# Charles Bowers
Charles R. Bowers (ur. 7 czerwca 1889 w Cresco, zm. 26 listopada 1946 w Paterson) – amerykański rysownik, twórca animacji filmowych i slapstickowych komedii.

## Życiorys
Wczesne animacje Charlesa Bowersa powstały na potrzeby serii Mutt and Jeff w studiu Barré. W późnych latach 20. zaczął tworzyć autorskie komedie dla R-C Pictures i Educational Pictures. Komedie jego autorstwa, z których tylko część przetrwała do dziś, są kolażem zdjęć z żywymi aktorami i animacji. Najsłynniejsze filmy z tego okresu to Now You Tell One (ze sceną słoni maszerujących na Kapitol) i surrealistyczny obraz There It Is. Na początku ery kina dźwiękowego stworzył jeszcze kilka filmów (m.in. It's a Bird i Wild Oysters). Pisał także ilustrowane książki dla dzieci. Osiem ostatnich lat życia spędził w Wayne Township w New Jersey, gdzie rysował komiksy do "Jersey Journal". Zmarł po długiej chorobie w 1946 roku. Przez lata zapomniany, wiele lat po śmierci uznany obok Fatty'ego Arbuckle'a, Bustera Keatona i Harolda Lloyda za jednego z najciekawszych twórców epoki kina niemego.

## Filmografia

### Jako reżyser
- 1916 Promoters
- 1917 The Prospectors
- 1918 A.W.O.L. (All Wrong Old Laddiebuck)
- 1918 The Extra-Quick Lunch (Grill-Room Express)
- 1925 Soda Jerks
- 1925 Accidents Won't Happen
- 1925 Where Am I?
- 1925 Invisible Revenge
- 1925 All at Sea
- 1925 Mixing in Mexico
- 1925 Thou Shalt Not Pass
- 1925 Oceans of Trouble
- 1925 The Bear Facts
- 1925 A Link Missing
- 1926 The Valiant Rider
- 1926 Bombs and Bums
- 1926 On Thin Ice
- 1926 When Hell Freezes Over
- 1926 Westward Whoa
- 1926 Aloma of the South Seas
- 1926 Slick Sleuths
- 1926 Ups and Downs
- 1926 Playing with Fire
- 1926 Egged On
- 1926 Dog Gone
- 1926 The Big Swim
- 1926 He Done His Best
- 1926 Mummy O'Mine
- 1926 A Roman Scandal
- 1926 Fatal Footsteps
- 1926 The Globe Trotters
- 1926 Now You Tell One
- 1927 Many a Slip
- 1927 Enough Is Plenty
- 1927 Gone Again
- 1927 Why Squirrels Leave Home / Shoosh
- 1927 He Couldn't Help It
- 1927 The Vanishing Villain
- 1927 Steamed Up
- 1927 Nothing Doing
- 1927 A Wild Roomer
- 1928 There It Is
- 1928 Say Ah-h!
- 1928 Whoozit
- 1928 Hop Off
- 1928 Goofy Birds
- 1940 A Sleepless Night
- 1941 Wild Oysters